# بریکسن ایم تاله
بریکسن ایم تاله (به آلمانی: Brixen im Thale) یک شهر در اتریش است که در کیتسبول واقع شده‌است. بریکسن ایم تاله ۳۱٫۳۸ کیلومتر مربع مساحت دارد ۷۹۴ متر بالاتر از سطح دریا واقع شده‌است.